# Wägezelle

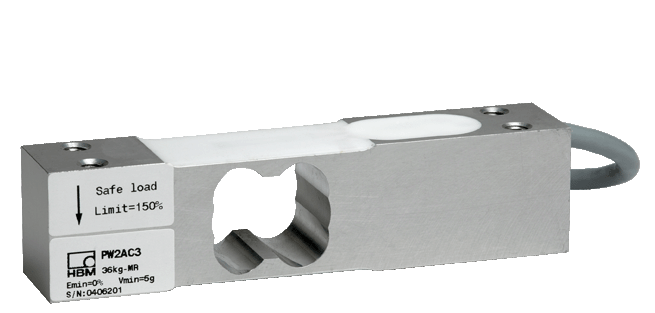
Doppelbiegebalken-Federkörper

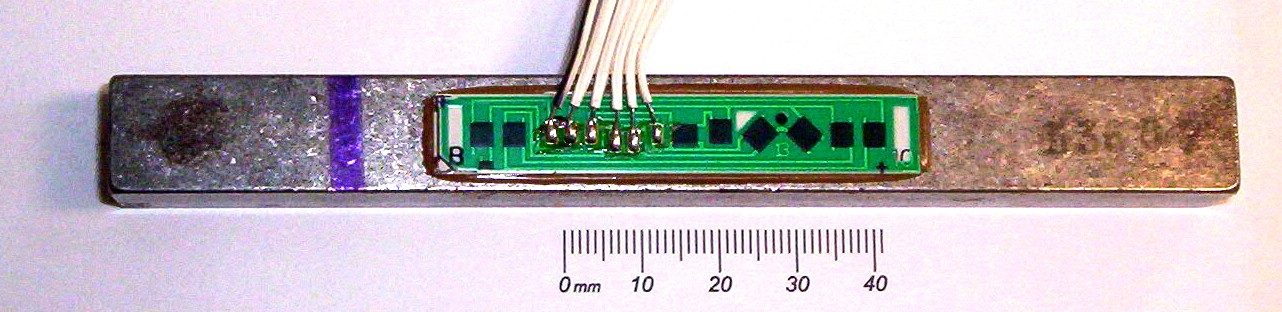
Federkörper mit Dehnungsmessstreifen (unter schwarzem Schutzlack) für Biege- und Scherkraftmessung (Einsatz in einer Personenwaage)

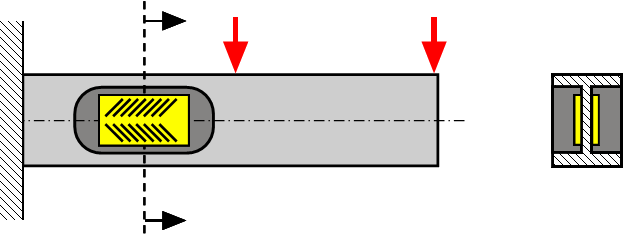
Scherstab-Federkörper

Wägezellen sind eine Sonderform der Kraftaufnehmer (Kraftsensoren) zum Aufbau von Wägevorrichtungen, d. h. zum Verwiegen mit Waagen. Sie sind in Gramm (g), Kilogramm (kg) oder Tonnen (t) kalibriert, nicht in Newton (N) wie die Kraftaufnehmer. In der Praxis sind jedoch weit mehr Wägezellen als Kraftaufnehmer im Einsatz.

## Aufbau
Wägezellen enthalten wie Kraftaufnehmer meist einen Federkörper, d. h. ein geeignet geformtes Stück Metall, dessen Geometrie sich unter Einwirkung des Gewichts leicht verändert. Diese elastische Verformung wird für Gewichte über einige Gramm bis zu mehreren 1000 Tonnen von Dehnungsmessstreifen erfasst und in ein elektrisches Signal umgeformt.
Typische Federkörperformen für Wägezellen sind
- Doppelbiegebalken für kleine Lasten
- Scherstab für größere Lasten
- S-Typ Wägezellen für Zug-/Druckanwendungen bei statischen und dynamischen Belastungen
- säulenförmige Federkörper (Druckstab oder Hohlzylinder)
- Ringtorsionsfederkörper für hohe Lasten
- Multibiegebalken-Federkörper für sehr hochwertige Waagen
- Membran-Federkörper: kleine Baugröße bei hohen Steifigkeiten

## Mechanische Eigenschaften
Je nach Federkörper verfügen Wägezellen über unterschiedliche dynamische Eigenschaften. Hohe Dynamik ist bei vielen Abfüll- und Sortieranlagen wichtig, da für den eigentlichen Verwiegevorgang oft nur Sekundenbruchteile zur Verfügung stehen. Ältere Wägezellen arbeiten dabei mit Ölfüllungen als Dämpfung, in neueren Systemen verwendet man eine Kombination aus mechanisch sehr steifen Wägezellen und elektronisch darauf abgestimmten Filtern im nachgeschalteten Messgerät. Bei statischen Anwendungen kommt es in der Regel nur auf die Baugröße und die Art der Lasteinleitung (Montage) an, z. B., ob die Wägezellen harmonisch integriert werden sollen oder sich die Aufbauhöhe eines Behälters nicht verändern darf etc.

## Messtechnische Eigenschaften
Hierzu gehören die Nennlast, bis zu der die Wägezelle (Waage) betrieben werden soll, die Grenzlast, bei der eine bleibende Zerstörung des Aufnehmers eintritt (Deformation des Federkörpers) sowie der Kennwert, das ist das Ausgangssignal bei Nennlast (meist 2 mV/V). Bei der Angabe der Messabweichungen wird meist direkt auf den Einbau in eine Waage Bezug genommen und die Anzahl der Teile (Schritte) angegeben, die eine Waage mit dieser Wägezelle erreichen könnte: 1000, 3000, 4000, 6000 oder 10000 Teile nach OIML (Organisation Internationale de Métrologie Légale). Der zweite wichtige Wert für den Waagenkonstrukteur ist der Mindestteilungswert vmin der Wägezelle, aus dem über vmin x (Anzahl der Wägezellen)1/2 die kleinste mögliche Schrittweite folgt. Für eine Wägezelle mit vmin = 10000, einer Nennlast von 10 t und einer Teilezahl von 3000 könnte z. B. eine Waage mit einer Auflösung von 1 kg und einer Last von 3 t gebaut werden. Da die Wägezelle selbst bis 10 t belastet werden darf, kann hier also eine Taralast (Vorlast, z. B. Behältergewicht) von bis zu 7 t in Kauf genommen werden.
Für den Bereich der Plattformwaagen ist noch die Eckenlastabhängigkeit wichtig, d. h., wie groß eine auf der Wägezelle montierte Fläche sein darf, ohne dass das Auflegen eines Gewichtes in einer der Ecken zu einer (unzulässigen) Abweichung führt.
Insbesondere für den nichteichpflichtigen Bereich werden auch Angaben über die Nichtlinearität der Kennlinie bei auf- und absteigender Belastung sowie die Hysterese des Nullpunktes gemacht oder kombiniert und als Summenfehler (zusammengesetzter Fehler) angegeben. Abweichungen, die durch Temperaturschwankungen hervorgerufen werden, werden jedoch separat spezifiziert.
Weitere wichtige Kennwerte sind das Belastungskriechen (Änderung des Ausgangssignals über 30 Minuten bei Nennlast) und der Ausgangswiderstand bzw. das Verhältnis aus Ausgangswiderstand und elektrischem Kennwert (Signal bei Nennlast). Diese Angaben sind wichtig, falls mehrere Wägezellen parallel geschaltet werden sollen, z. B. bei einer Plattformwaage oder der Behälterverwiegung, bei der mehrere Wägezellen an den Ecken positioniert werden.

## Einsatzgebiete

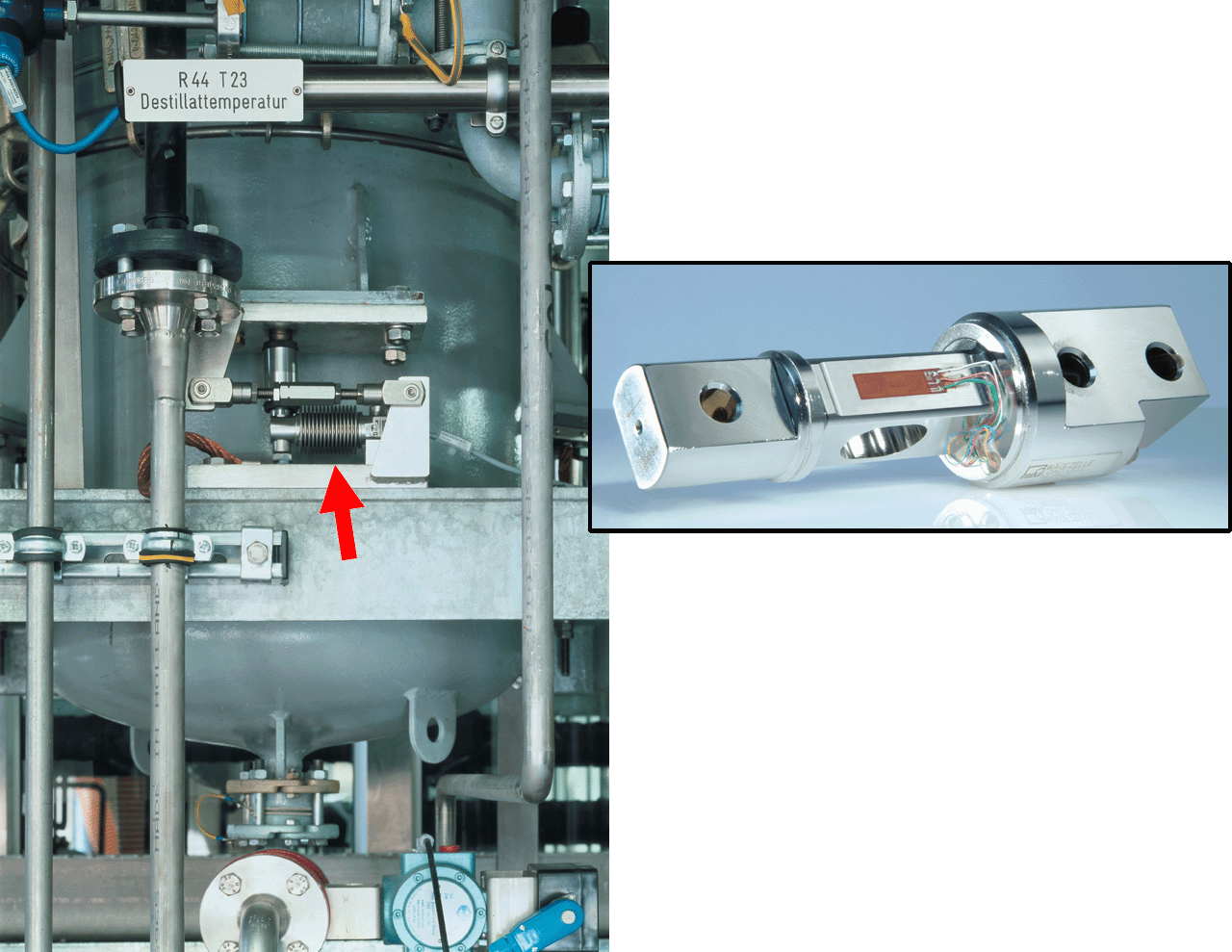
Anwendung in der Behälterverwiegung

Bei den Wägevorrichtungen unterscheidet man zwischen dem eichpflichtigen (siehe Eichamt) und dem nichteichpflichtigen Bereich. Der eichpflichtige Bereich umfasst z. B. alle Waagen im Handel (Fleisch, Obst und Gemüse etc.). Hier regelt das Gesetz über das Mess- und Eichwesen (siehe Eichung) der EU die Anforderungen an Waagen und dementsprechend an die Wägezellen und die nachgeschaltete Elektronik. Wägezellen, die für diesen Einsatzfall vorgesehen sind, müssen über bestimmte Eigenschaften hinsichtlich Messabweichungen und Wiederholbarkeit verfügen.
Äpfel, Hühnerkeulen oder andere Lebensmittel werden nach Masse sortiert, um Gebinde mit bestimmter Gesamtmasse zusammenzustellen. Je schneller und genauer hier die Verwiegung und Kategorisierung erfolgen kann, desto weniger „Überschuss“ wird in die Gebinde abgefüllt. Hier kann selbst das Einsparen einer kleinen Menge von nur 1 % des Gesamtinhalts zu großen Spareffekten führen.
Neben diesen dynamischen Einsatzgebieten gibt es auch viele statische Anwendungsfälle, bei denen das Gewicht eines Behälters ständig verwogen wird, um den Zu- und Abfluss des in ihm enthaltenen Materials zu erfassen. Anwendungen sind Vorratstanks mit den Zutaten in der chemischen Industrie oder bei der Lebensmittelproduktion. In der Lebensmittelindustrie müssen Wägezellen waschbar und in der chemischen Industrie teilweise explosionsgeschützt sein.